# Johann David Heinichen
Johann David Heinichen (Krössuln, 17 de abril de 1683 - Dresde, 16 de julio de 1729) fue un compositor alemán del Barroco y teórico de la música, que realizó estudios en Venecia y fue contratado en la corte de Augusto II de Polonia en Dresde. Aunque sus composiciones son de gran calidad,numerosas, originales, rítmicamente exuberantes e imaginativas, ha sido poco conocido y casi olvidado durante mucho tiempo, resurgiendo en las últimas décadas.

## Biografía
Nació en la pequeña ciudad de Krössuln, cerca de Weissenfels. Su padre, Michael Heinichen, ejercía como pastor de la comunidad de Krössuln había y había estudiado en la Thomasschule de Leipzig, institución que aún existe y que era famosa por la importancia que se le daba a la enseñanza musical. El joven Heinichen recibió clases de órgano y clave del compositor Johann Kuhnau, al igual que Christoph Graupner, otro estudiante que también llegó a ser compositor.
En 1702, inició estudios de Derecho en la Universidad de Leipzig que completó en 1706 (en el siglo XVIII, era una salida habitual para los compositores; Telemann, por ejemplo, fue también abogado). Ejerció esta profesión en Weissenfels hasta 1709.
En 1710, Heinichen se trasladó a Venecia, donde escribió dos óperas para el Teatro de San Angelo, Mario y Le passioni per troppo amore, ambas se estrenaron en 1713 con éxito. En esta ciudad entró además en contacto con muchos músicos y compositores, como Antonio Vivaldi, Antonio Lotti y Francesco Gasparini. Permaneció en Italia hasta 1716, cuando se le ofreció el puesto de maestro de capilla en la corte de Dresde. Heinichen aceptó y residió allí hasta su muerte en 1729.
La corte de Augusto II de Polonia en Dresde tenía una de las capillas musicales mejores de Europa, con compositores del nivel de Jan Dismas Zelenka, Veracini y Silvius Leopold Weiss. Heinichen compuso mucha música en este periodo, pero su salud empeoró como consecuencia de la tuberculosis, y murió de forma prematura, a los 46 años.

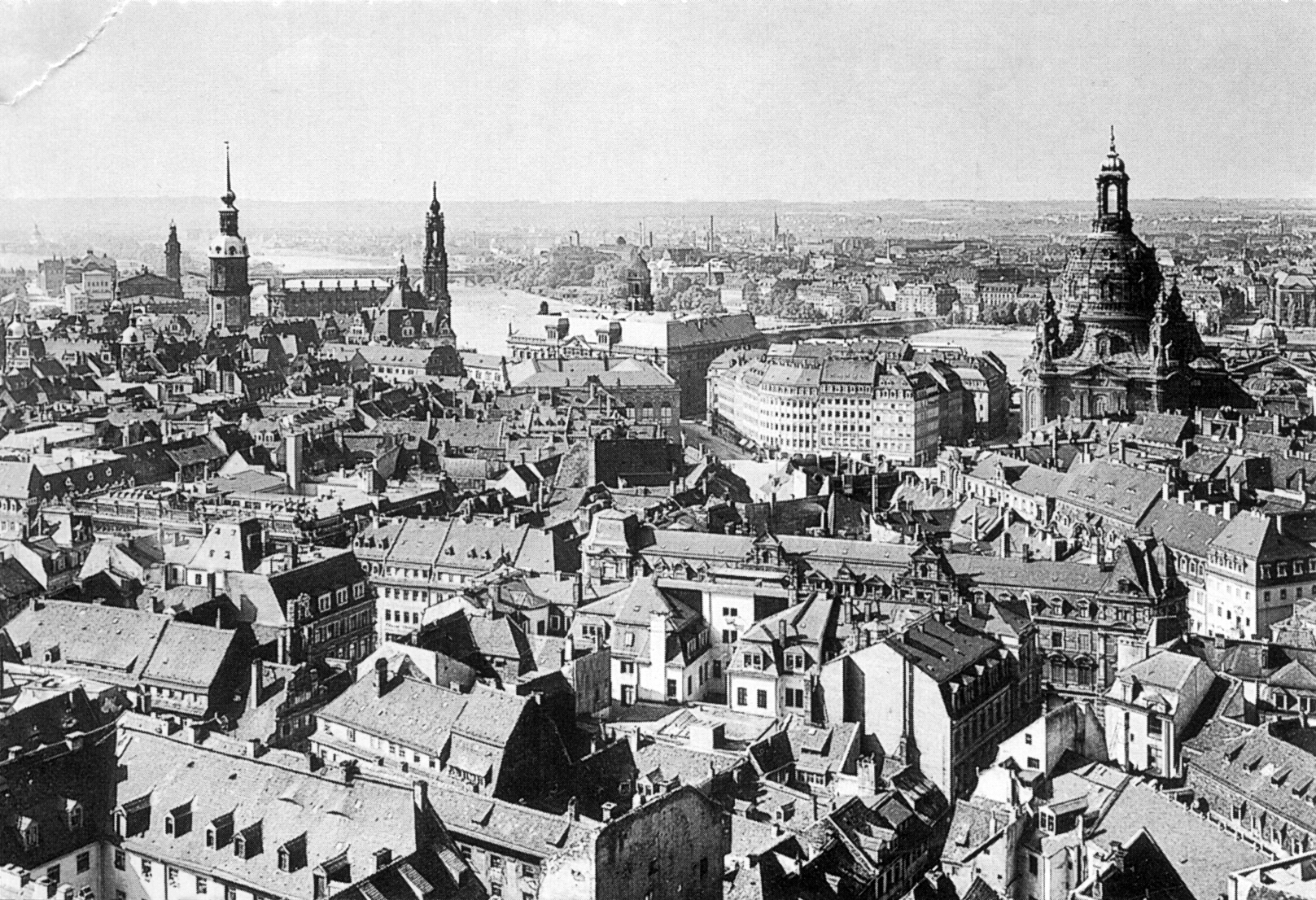
Dresde, antes de su destrucción.

## Obra
Heinichen compuso obras tanto instrumentales como vocales, incluyendo casi todos los géneros conocidos en su época, conciertos, sonatas, cantatas, misas, óperas, etc. En el catálogo publicado por Seibel en 1913 se incluyen más de 250 composiciones; algunas de ellas, sin embargo, se perdieron durante la Segunda Guerra Mundial en los bombardeos de Dresde.
Algunas de sus partituras fueron escritas para ocasiones especiales en la corte de Dresde. El 10 de septiembre de 1717 se interpretó su serenata “La gara degli dei” (la competición de los dioses) para la celebración de la boda entre el futuro Augusto III de Polonia y la princesa María Josefa de la casa de Habsburgo, hija del emperador José I de Austria. La interpretación realizada en los jardines del Palacio Japonés precedió al lanzamiento de un castillo de fuegos artificiales anunciada por un conjunto de 64 trompetas.
En el campo teórico, su principal aportación es el tratado Der General-Bass in der Composition. Esta obra, muy estimada por sus contemporáneos y por la cual se le llamó "El Rameau de Alemania", trata sobre el arte de la composición y el acompañamiento con bajo continuo, adentrándose en la retórica musical y la filosofía.

## Obras principales

### Instrumental
- 24 conciertos, incluyendo obras para oboe, oboe d’amore, flauta, trompa en fa y violín, así como varios conciertos dobles, entre los que destacan tres escritos para oboe y violín. (Remítase a los Dresden Concerti)
- 5 sinfonías
- Gran cantidad de sonatas, especialmente trío sonatas, tan representativas del período barroco, muchas de ellas escritas para instrumentos de viento como el oboe, la flauta o el chalumeau.

### Música sacra
- 12 misas
- 2 réquiem
- 2 oratorios
- Cantatas
- 9 Magníficat
- 3 Te Deum

### Ópera
- Der Karneval von Venedig oder Der angenehme Betrug (1705)
- Hercules (1709)
- Olympia vendicata (1709)
- Paris und Helene, oder Der glücklicke Liebeswechsel (1710)
- Le passioni per troppo amore (1713)
- Mario (1713)
- Flavio Crispo (1720).